# Anthurium atramentarium
Anthurium atramentarium är en kallaväxtart som beskrevs av Thomas Bernard Croat och Oberle. Anthurium atramentarium ingår i släktet Anthurium och familjen kallaväxter. Inga underarter finns listade.